# 무학중학교
무학중학교(舞鶴中學校)는 대한민국 서울특별시 성동구 행당동에 있는 공립 중학교이다.

## 학교 연혁
- 1940년 3월 30일: 경성무학공립고등여학교 설립인가
- 1945년 10월 1일: 서울무학공립여자중학교(6년제)로 개교
- 1951년 12월 31일: 학제 개정에 의하여 성동여자중학교와 무학여자고등학교로 분리 명명
- 1968년 10월 1일: 중·고 분리 시책에 따라 무학여자중학교 분리
- 1968년 10월 1일: 제1대 홍순회 교장 취임
- 2004년 2월 14일: 남․여 공학시책에 따라 무학중학교로 교명 변경
- 2019년 9월 1일: 제14대 민영혜 교장 취임
- 2023년 1월 4일: 제72회 274명 졸업(총 졸업생수 35,659명)
- 2023년 3월 2일: 제75회 255명 입학

## 사건사고
2025년 2월 15일 오후 1시 30분 경, 무학여자고등학교 별관 급식실에서 시작된 불이 무학중학교 건물로 번져 화재가 발생하였다.

## 참고 자료
- 무학중학교 - 한국교육학술정보원 학교알리미